# Casa al carrer Sant Vicenç, 3 (Figueres)
L'edifici situat al Carrer Sant Vicenç, 3 és una obra del municipi de Figueres (Alt Empordà) inclosa en l'Inventari del Patrimoni Arquitectònic de Catalunya. És un edifici entre mitgeres, de planta rectangular, amb planta baixa, dos pisos i golfes. És una casa de grans dimensions situades al nucli antic de la ciutat.

## Descripció
La planta baixa té cinc obertures, algunes de les quals han estat modificades. Una d'aquestes té una dovella amb la data inscrita 1904. Aquesta planta baixa té un esgrafiat que imita els carreus, tot i que es troba en molt mal estat. A cadascuna de les plantes hi ha quatre obertures, amb balconada correguda al primer i segon pis, i amb balcons individuals a la planta golfes. Les obertures del primer pis estan emmarcades, imitant pilastres a cada costat de la finestra. A sobre d'aquestes finestres hi ha un esgrafiat amb decoració vegetal. Les obertures de la planta golfes són en arc rebaixat i la seva mida és menor que als pisos inferiors. Aquest edifici té coberta terrassada.